# Rotalier
Rotalier és un municipi francès situat al departament del Jura i a la regió de Borgonya - Franc Comtat. L'any 2007 tenia 170 habitants.

## Demografia

### Població
El 2007 la població de fet de Rotalier era de 170 persones. Hi havia 76 famílies de les quals 20 eren unipersonals (8 homes vivint sols i 12 dones vivint soles), 36 parelles sense fills, 16 parelles amb fills i 4 famílies monoparentals amb fills.
La població ha evolucionat segons el següent gràfic:
Habitants censats

### Habitatges
El 2007 hi havia 113 habitatges, 80 eren l'habitatge principal de la família, 32 eren segones residències i 1 estava desocupat. 106 eren cases i 5 eren apartaments. Dels 80 habitatges principals, 67 estaven ocupats pels seus propietaris, 8 estaven llogats i ocupats pels llogaters i 5 estaven cedits a títol gratuït; 1 tenia una cambra, 3 en tenien dues, 11 en tenien tres, 24 en tenien quatre i 41 en tenien cinc o més. 69 habitatges disposaven pel capbaix d'una plaça de pàrquing. A 29 habitatges hi havia un automòbil i a 44 n'hi havia dos o més.

### Piràmide de població
La piràmide de població per edats i sexe el 2009 era:
| Homes | Edats   | Dones |
| ----- | ------- | ----- |
| 0     | 95 o +  | 0     |
| 0     | 90 a 94 | 0     |
| 0     | 85 a 89 | 4     |
| 0     | 80 a 84 | 0     |
| 8     | 75 a 79 | 16    |
| 0     | 70 a 74 | 4     |
| 4     | 65 a 69 | 0     |
| 4     | 60 a 64 | 4     |
| 0     | 55 a 59 | 0     |
| 16    | 50 a 54 | 16    |
| 12    | 45 a 49 | 16    |
| 0     | 40 a 44 | 4     |
| 0     | 35 a 39 | 0     |
| 4     | 30 a 34 | 0     |
| 4     | 25 a 29 | 12    |
| 4     | 20 a 24 | 0     |
| 4     | 15 a 19 | 0     |
| 0     | 10 a 14 | 0     |
| 0     | 5 a 9   | 4     |
| 4     | 0 a 4   | 4     |

## Economia
El 2007 la població en edat de treballar era de 109 persones, 74 eren actives i 35 eren inactives. De les 74 persones actives 70 estaven ocupades (35 homes i 35 dones) i 4 estaven aturades (2 homes i 2 dones). De les 35 persones inactives 23 estaven jubilades, 4 estaven estudiant i 8 estaven classificades com a «altres inactius».

### Ingressos
El 2009 a Rotalier hi havia 82 unitats fiscals que integraven 180 persones, la mediana anual d'ingressos fiscals per persona era de 18.129 €.

### Activitats econòmiques
Dels 6 establiments que hi havia el 2007, 1 era d'una empresa alimentària, 1 d'una empresa de fabricació d'altres productes industrials, 2 d'empreses de construcció i 2 d'empreses de serveis.
L'únic servei als particulars que hi havia el 2009 era una lampisteria.
L'any 2000 a Rotalier hi havia 11 explotacions agrícoles que ocupaven un total de 35 hectàrees.

## Poblacions més properes
El següent diagrama mostra les poblacions més properes.